# 李川
李川（1950年—），福建莆田人，汉族，中华人民共和国政治人物，中国共产党党员，第十二届全国人民代表大会福建地区代表。
毕业于厦门大学世界经济专业。2013年，担任全国人大代表。